# Louis Pauwels
Pour les articles homonymes, voir Pauwels.
 (octobre 2008).
Si vous disposez d'ouvrages ou d'articles de référence ou si vous connaissez des sites web de qualité traitant du thème abordé ici, merci de compléter l'article en donnant les références utiles à sa vérifiabilité et en les liant à la section « Notes et références ».
Louis Pauwels (prononcer : [povɛls]), né à Paris le 2 août 1920 et mort à Suresnes le 28 janvier 1997, est un journaliste et écrivain français.
Rédacteur à Gavroche en 1945 et à l'hebdomadaire Carrefour à partir de 1949, il devient en mars 1950 rédacteur en chef de Combat, journal auquel il collaborait régulièrement depuis 1946. Il dirige ensuite le mensuel Marie-France, puis fonde avec Jacques Bergier la fameuse revue Planète, consacrée à la science, à la philosophie et à l'ésotérisme, qu'il dirigera pendant six ans. L'Amour monstre écrit en 1954 et Le Matin des magiciens, co-écrit avec Jacques Bergier en 1960, constituent ses œuvres majeures. En 1978, il fonde le Figaro Magazine, qu'il dirige jusqu'en 1993.

## Biographie

### Famille
Du fait du remariage de sa mère française, Louis Pauwels a été élevé par son beau-père Gustave Bouju, artisan tailleur et syndicaliste. C'est à sept ans qu'il apprend que son père biologique est un bourgeois belge ; sa mère étant issue d'un milieu ouvrier, la différence sociale entre eux avait conduit au divorce. Il ne rencontra jamais son père biologique.
Louis Pauwels prononçait son nom « Povels » et non pas « Po-ouèls » ; il indiqua à Jacques Chancel dans une de ses Radioscopie que c'était « Povels » qu'il fallait le prononcer en français, tandis qu'en néerlandais c'eût été « Pôls ».
Instituteur à Athis-Mons de 1939 à 1945 (licence de lettres interrompue au début de la guerre), Louis Pauwels se marie en premières noces avec Suzanne Brégeon. Ils ont une fille, Marie-Claire, journaliste qui obtint le prix Roger-Nimier en 2003 pour Fille à papa, une biographie de son père ; et un fils, François, patron pêcheur à Trouville puis restaurateur à Paris. Il épouse en secondes noces l'actrice Élina Labourdette, avec qui il adopte une fille, Zoé.

### Débuts littéraires
Il commence sa carrière littéraire en écrivant Le Jour des révélés (1941), resté inédit, et en publiant dans de nombreuses revues littéraires françaises mensuelles dès 1946 (Esprit, Variété, etc.) durant les années 1950.
À la Libération, il participe à la fondation de Travail et Culture en 1946 (proche du PCF, et destiné à la culture des masses), dont il est le secrétaire, puis entre dans les groupes Gurdjieff en 1948 pour quinze mois, à l'issue desquels il devient rédacteur en chef de Combat en 1949 et éditorialiste au quotidien Paris-Presse. Il dirigera (entre autres) la « Bibliothèque mondiale » (précurseur du « Livre de poche »), Carrefour, le mensuel féminin Marie-France, et la revue Arts en 1952.
Il publie pendant cette période plusieurs romans, dont L'Amour monstre, très remarqué, qui sont considérés comme des romans d'avant-garde, malgré leur style plutôt classique.[réf. nécessaire] L'Amour monstre, qui reçoit des voix au prix Goncourt en 1955, est cité par Serge Gainsbourg dans sa célèbre chanson Initials B.B.. Ingmar Bergman envisage l'adaptation cinématographique du roman en 1973, avec Jeanne Moreau et sous le titre de Les Monstres de la vie, mais le projet n'aboutit pas.

### Le Matin des magiciens
Avec Jacques Bergier (rencontré en 1954 alors qu'il était directeur littéraire de la « Bibliothèque mondiale »), il écrit en 1960 Le Matin des magiciens, et, en 1970, la suite interrompue de L'Homme éternel. Le Matin des magiciens est truffé de fictions : par exemple, Karl Haushofer ne s'est jamais rendu au Tibet et l'ensemble des assertions de cet ouvrage, attribuant à Haushofer une influence ésotérique sur l'idéologie nazie — utilisation du svastika, création du corps des SS, membre de sociétés secrètes ésotériques telles que l'ordre de Thulé et la Société du Vril, contact avec l'ordre hermétique de l'Aube dorée — ont été réfutées par les travaux de Hans-Adolf Jacobsen.

### La revuePlanète
À la suite du succès du Matin des magiciens, Bergier et Pauwels, ainsi que François Richaudeau, fondent en octobre 1961 la revue bimestrielle Planète, valant à Pauwels la célébrité. D'environ 150 pages, d'un format carré de 17 × 17 cm, Planète contribue à la diffusion en France de la science-fiction et crée un engouement pour le paranormal, les civilisations disparues et les mystères de la science.
La revue paraîtra jusqu'en mai 1968. Elle sera relancée la même année sous le titre Le Nouveau Planète ; 64 numéros au total entre les deux éditions. Diverses études hors-série plus fouillées sont publiées dans une collection par auteurs appelée « Encyclopédie Planète » (chaque volume comptant environ 250 pages — une trentaine de volumes) et les douze « Anthologies Planètes » déléguées à Jacques Sternberg regroupent de courts textes d'auteurs sur un thème donné.
L'ufologue Aimé Michel appartient lui aussi à la rédaction de Planète. La revue joue un rôle clef dans la diffusion de la littérature de genre. En 1962, Louis Pauwels et Jacques Bergier sont interviewés par la RTBF dans un sujet intitulé Le fantastique : littérature et fantastique. La même année, ils donnent en compagnie de Jean-Émile Charon et Jean-Louis Barrault une conférence sur le réalisme fantastique au théâtre de l'Odéon. L'année suivante, la conférence est éditée en 33 tours.

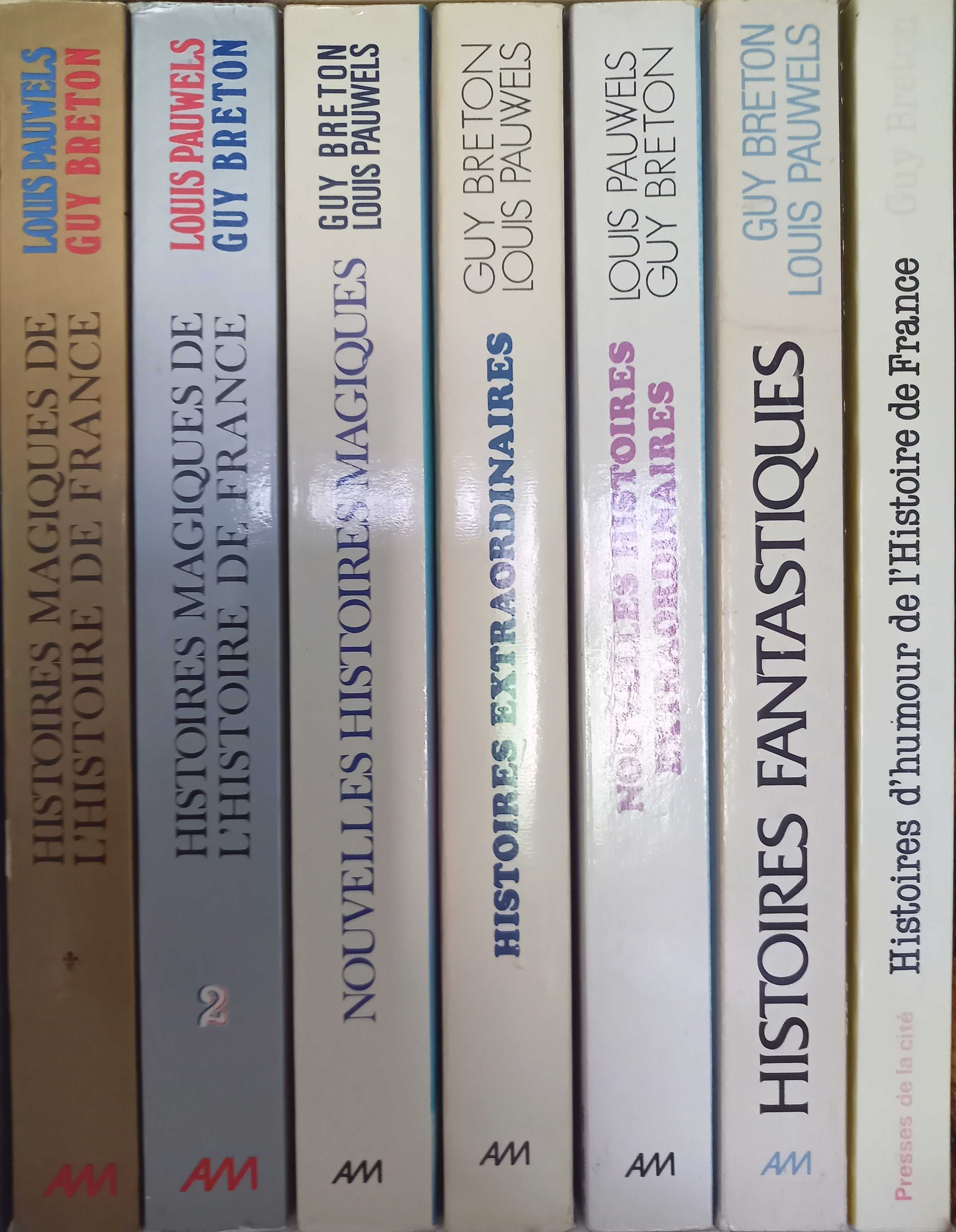
Les Histoires de France de Louis Pauwels et Guy Breton.

Le succès de la revue Planète et du concept de « réalisme fantastique » est tel que Louis Pauwels peut développer un petit groupe de presse, les éditions Retz, qui publie deux autres revues, Plexus, magazine érotique, et Pénéla, magazine féminin, tous deux sur le même format carré et à dos carré que Planète, dont la promotion est assurée par le slogan « La première revue de bibliothèque ». Planète connaît une douzaine d'éditions en langue étrangère et suscite des débats de 1961 à 1970, les uns, comme Umberto Eco (La Guerre du faux) ne voyant dans la revue qu'une imposture intellectuelle et scientifique, les autres (dont Henri Laborit) appréciant son anticonformisme et son apport à une société française alors en pleine mutation. La polémique est aujourd'hui largement éteinte et Planète est considérée par certains comme une revue de haute tenue, dont les approximations dans l'information, l'ésotérisme, l'ufologie, ou les apologies de la drogue étaient en partie compensées par un rédactionnel et une iconographie en phase avec son temps.
Elle a contribué également à faire mieux connaître du grand public des auteurs comme Jorge Luis Borges, Daniel Keyes, Arthur C. Clarke, Robert Sheckley et Fredric Brown. Parmi les contributions de Louis Pauwels à une meilleure connaissance en France de la science-fiction, on peut citer son adaptation théâtrale des Chroniques martiennes de Ray Bradbury. Le projet a connu différentes péripéties. Initialement prévu pour l'Odéon dans une mise en scène de Jean-Louis Barrault et Jean-Pierre Granval, il est arrêté en cours de montage pour être repris en 1974 par la compagnie du Théâtre Poétique National. Le spectacle fait l'objet d'une captation par FR3, toujours en 1974, dans une réalisation de Renée Kammerscheit diffusée le 13 décembre 1974.
Toujours dans le registre de la science-fiction, il interviewe René Barjavel en 1977 sur FR3 dans l'émission L'Homme en question animée par Anne Sinclair. Il avait déjà, le 8 janvier 1969, participé à l'émission En toutes lettres autour du roman La Nuit des temps du même auteur.
Durant cette même période, il fait preuve d'un intérêt renouvelé pour la spiritualité et participe, le 21 janvier 1974, à une émission de l'ORTF consacrée aux gnostiques.
Il continue durant toute sa carrière à faire vivre la mémoire de ce courant du « réalisme fantastique » qu'il a contribué à créer. Il participe, en 1969, avec Jacques Bergier à une série de dix émissions de la série Par 4 Chemins sur Radio-Canada consacrées à la philosophie du Nouveau Planète. Vingt ans plus tard, en 1989, il prend part dans l'émission Apostrophes de Bernard Pivot à « La soirée des Magiciens ».

### DuJournal du dimancheauFigaro Magazine
Louis Pauwels arrête Planète au début des années 1970, lassé de répéter une formule qui était de toute façon tombée dans le domaine public, aussi bien dans la forme (la revue de même format Janus) que dans le contenu (la série des livres L'aventure mystérieuse des éditions J'ai lu). Durant cette période de sa carrière principalement consacrée à la littérature, il a conservé des activités de journalisme politique. Le 11 octobre 1959, à la télévision, il interviewe Michel Debré, alors Premier ministre. La même année, le 9 novembre, il interviewe Guy Mollet lors de l'investiture présidentielle de Charles de Gaulle. Le 25 novembre 1960, Pauwels interviewe Maurice Papon, préfet de police de Paris, faisant un portrait de lui en tant que « philosophe humaniste » ; Papon vient de publier L'Ère des responsabilités, un an avant le massacre du 17 octobre 1961. En 1961, il interviewe Louis-Ferdinand Céline.
Il est signataire du Manifeste des intellectuels français pour la résistance à l'abandon, contre le Manifeste des 121 appelant à s'opposer à la guerre d'Algérie.
À partir de 1970, il appartient au comité de patronage de Nouvelle École.
Après l'arrêt de Planète, il se concentre alors sur une nouvelle revue, Question de, orientée uniquement sur la spiritualité. Il anime aussi des émissions télévisées. Dans L'invité d'un autre monde, il interviewe chaque samedi après-midi, entre 1974 et 1975, une personnalité. Parallèlement il rédige de nombreux articles pour Le Journal du dimanche en 1975-1976.
En 1977, il prend la direction des services culturels du Figaro, où il établit les bases du Figaro Magazine, hebdomadaire qu'il dirige jusqu'en 1993. Orienté à droite, le magazine se situe dans l'opposition à la politique de François Mitterrand, notamment lors du projet de loi Savary. Regrettant que la droite considère « que toute politique n'est jamais qu'un prolongement de l'économie, que les idées ont peu d'importance, que le culturel est la part du pauvre », il ouvre au contraire le Figaro Magazine à ces sujets-là.
En février 1978, il fait partie des membres fondateurs du Comité des intellectuels pour l'Europe des libertés.
En 1979, il participe à la rédaction sous le pseudonyme collectif de « Maiastra » de Renaissance de l'Occident ?, paru chez Plon.
Membre fondateur de la Fondation Marcel et Monique Odier de psycho-physique à Genève en 1992 avec Gabriel Veraldi et Rémy Chauvin, il est aussi, la même année, le premier parrain de Nouvelles, l’École du journalisme à Nice, école privée non reconnue par la profession.

### Le retournement
Revenu à la foi catholique, il prend ses distances avec sa période Planète. Alain de Benoist du GRECE lui dédie ainsi son livre Comment peut-on être païen ? en 1981 (éd. Albin Michel), peu avant sa conversion de novembre 1982 à Acapulco, provoquée par un accident jugé incompréhensible par Pauwels[Quoi ?].
Fin 1986, à Paris, il se déconsidère auprès d'une partie des cercles journalistiques et universitaires en qualifiant, dans un éditorial du Figaro Magazine, de « jeunesse atteinte d’un sida mental » les étudiants manifestant contre le projet de loi Devaquet quelques mois après un éditorial élogieux sur cette même jeunesse. Dans cet article paru le 6 décembre 1986, il affirme que les manifestants seraient l'objet d'une vaste « manipulation », et, somme toute, les produits de la culture Lang ,.
Face aux protestations suscitées par cette prise de position, Pauwels, lui-même originaire d’une famille modeste, affirmera par la suite qu’« à ne pas sélectionner sur résultats à l’entrée de l’université, on ne fait que transférer cette sélection sur les relations familiales à la sortie des études supérieures, opération où ne trouvent leur compte ni le bien du pays, ni la justice sociale » ; il va jusqu’à affirmer que les manifestants ont simplement « tiré les marrons du feu » pour les enfants de la bourgeoisie. Selon Gabriel Véraldi, n'ayant pas compris leurs revendications, il croit y revoir les utopies de mai 1968.
Pauwels continue à écrire sa vie durant et certains de ses manuscrits restent à ce jour non publiés comme La Place des ailes (1975).

### Décès
Il fait sa dernière apparition télévisée en 1996 dans Le Cercle de minuit animé par Laure Adler.
Il meurt à Suresnes le 28 janvier 1997 d'une crise cardiaque. Il est enterré au cimetière du Mesnil-le-Roi (Yvelines).

#### Éloge à l'Académie des beaux-arts (extrait)
Henri Loyrette fait son éloge lors de la séance du 10 novembre 1999 à l'Académie des beaux-arts, :

« Il y a des hommes que la mort livre tout préparés, la notice nécrologique dûment calibrée, soigneusement apprêtés pour un grand sommeil et un éternel oubli. Il y a des hommes que la mort nous présente […] défigurés par la haine qu'on leur voue comme par l'admiration d'un petit troupeau d'adorateurs. Louis Pauwels est de ces derniers. On s'en réjouira en pensant qu'il prend ainsi des assurances sur l'avenir quand les autres, ces morts si ternes et si lisses, ne seront plus rien. On déplorera qu'une carrière aussi diverse, contrastée, aventureuse, soit réduite à son ultime phase. Louis Pauwels est donc mort à droite, très à droite, pour certains fascisant et antisémite. C'est ainsi que la plupart le voient aujourd'hui ; c'est ainsi qu'il se savait vu, tour à tour blessé de cette caricature et fier d'être ainsi méconnu. Oublié, en effet, le romancier, le poète, l'essayiste. Oubliées les prises de positions courageuses contre la peine de mort et le soutien apporté à Robert Badinter, face à un lectorat qui ne réclamait pas tant de mansuétude. Oubliés les avatars d'une vie exceptionnelle qui fit de cet enfant pauvre un journaliste et patron de presse redoutés. Souvent il reconnaissait avoir tout fait pour susciter cette réserve ou cette détestation, citant volontiers Saint-Simon : “Mon estime pour moi-même a toujours augmenté dans la mesure du tort que je faisais à ma réputation”. »

### Notoriété
La télévision s'est intéressée à plusieurs reprises tant au personnage qu'à son œuvre. Le 31 juillet 1977, FR3 lui consacre un reportage dans la série L’Homme en question, suivi d'un débat animé par Paul Giamoli.
Un peu plus de dix ans plus tard, en 1988, c'est Michel Polac qui l'interviewe pour un documentaire publié dans la collection « Libre Échange ».
En mars 1989, il est l'invité de Thierry Ardisson dans le Who's who de l'émission Lunettes noires pour des nuits blanches.

### Postérité
Sa femme, Elina Pauwels, a fait don en 2006 à la Bibliothèque nationale de France des manuscrits, lettres et autres archives, qui constituent désormais le fonds Louis-Pauwels.
Le prix SGDL / Elina & Louis Pauwels, fondé en 1997 par Elina Pauwels, récompense les auteurs d'essais francophones.

## Publications
- Saint quelqu'un, Paris, Le Seuil, 1946. Pauwels L.,
- Les Voies de petite communication, Paris, Le Seuil, 1949.
- Les Voies de petite communication, illustrations de Robert Lapoujade, préface de François Mauriac, Le Seuil, 1949
- Paris des rêves, Lausanne, Éd. Clairefontaine, 1950.
- Le Château du dessous, Paris, Gallimard, 1952.
- Monsieur Gurdjieff : documents, témoignages, textes et commentaires sur une société initiatique contemporaine, Paris, Seuil 1954[17].
- L'Amour monstre, Paris, Le Seuil, 1955.
- Catalogue de l'exposition Dali, Bruxelles, Éd. de la Connaissance, 1956.
- avec J. Bergier, Le Matin des magiciens : introduction au réalisme fantastique, Paris, Gallimard, 1960.
- Les Passions selon Dali, Paris, Denoël, 1968[18].
- avec L. Havas, Les Derniers Jours de la monogamie, Éd. Mercure de France 1969[19].
- avec J. Bergier, L'Homme éternel, Paris, Gallimard, 1970.
- avec Q. Pol, La Roulette du Bon Dieu : incroyables mais vraies, 200 histoires, Paris, Hachette, 1971.
- Pauwels L., Lettre ouverte aux gens heureux et qui ont bien raison de l'être, Paris, éd. Albin Michel, 1971[20].
- La Confession impardonnable , Éd. Mercure de France, 1972.
- Louange du tabac , Éd. Trinckvel, 1972.
- Président Faust. textes et poèmes originaux du film de Louis Pauwels et Jean Kerchbron, Paris, Albin Michel, 1974.
- Ce que je crois, Paris, Grasset, 1974.
- Blumroch l'admirable, ou Le déjeuner du surhomme, Paris, Gallimard, 1976.
- avec G. Breton, Histoires fantastiques, Paris, Albin Michel, 6 tomes publiés entre 1977 et 1983.
- (dir.), L'Arche de Noé et les naïfs, Éditions Max Fournt, 1977.
- avec G. Breton, Nouvelles histoires magiques, Paris, Albin Michel, 1978.
- Comment devient-on ce que l'on est ?, Paris, Stock, 1978.
- L'Apprentissage de la sérénité, Paris, Retz, 1978.
- Le droit de parler, Paris, Albin Michel, 1981.
- La liberté guide mes pas : chroniques, 1981-1983, Paris, Albin Michel, 1984.
- Dali m'a dit, Paris, Carrère, 1989.
- Dix ans de silence : poésies, Paris, Grasset, 1989.
- Les Orphelins, Paris, Éditions de Fallois, 1994.
- Les Dernières Chaînes , Monaco, Éditions du Rocher, 1997.
- Un jour, je me souviendrai de tout, Monaco, Éditions du Rocher, 2005.

### Contributions et reprises dans d'autres ouvrages
- R. Andrey et al., Le tout télévision , Éd. France Empire, 1961.
- Éric Edelmann , L'Homme et sa réalisation, (entretien), Paris, Éditions Beauschesne, 1980.
- J-J Pauvert , Lectures amoureuses, Paris, La Musardine, 1996.
- L. Payette , L. Bourgignon (dir), Témoins de notre temps, Montreal, Éd. du Jour, 1971[21].
- Alain Peyrefitte (dir.), 50 ans de Notre Histoire : 1945-1995, Paris, Éditions du Chêne, 1995. (Éditoriaux de Louis Pauwels parus dans Le Figaro).

### Contributions dans des revues
- Franchise 4 : où sont les femmes ?, numéro unique, 1945[22].
- « La femme est rare », Revue Planète, n° 02, décembre 1961-janvier 1962[23].
- « L'amour à refaire », dossier de la revue Planète, 1971.
- « La Fin du monde ? : études et documents », Questions de, n°16, 1977.

### Préfaces ou postfaces
- Veille de fête, Roger Boutefeu, Éd. du Seuil, 1950.
- Lokis et autres drôleries, Prosper Mérimée, 1955, Bibliothèque mondiale (BM) no 57.
- Nouvelles asiatiques, comte de Gobineau, 1956, BM no 80.
- L'Art d'aimer, Ovide, 1957, BM no 91.
- Tristan et Iseult, 1957, BM no 100.
- Les Frères Karamazov, Fiodor Dostoïevski, 1957, BM no 101 et 102 (Cet étonnant monsieur Gurdjieff 1 à 2).
- La fille du capitaine, Alexandre Pouchkine, 1957, BM no 106 (Gurdjieff 3).
- De Paris à Cadix, Alexandre Dumas, 1957, BM no 107 (Gurdjieff 4).
- Les Cent plus beaux poèmes d'amour / (réunis par) Louis Pauwels, Éd. Bibliothèque du Club de la femme, 1960.
- Belles images de la loterie nationale, Éd. Le Bélier, 1961.
- La Gloire de Sacha Guitry , Éd. CAL, 1961.
- Je reste un barbare, Roger Boutefeu, Éd. du Seuil, 1962.
- Le Golem, Gustav Meyrink, Éd. La Colombe, 1962.
- Les Sociétés secrètes, René Alleau, Éd. Planète, 1963. (avec Jacques Bergier)
- Les Nuits secrètes de Paris, Guy Breton, Éd. Noir et Blanc, 1963.
- Les Écarlates (nouvelles), Juan Muntaner (avec 15 planches hors texte de Arpad Elfer), Éd. Cercle du livre précieux, 1963 (rééd. L'Or du Temps - Régine Deforges, coll. « Récits érotiques », 1969).
- Nouvelles du temps et de l'espace, Geneviève Gennari, Éd. Librairie Académique Perrin, 1964.
- Les Enfants terribles, Jean Cocteau, Éd. Bernard Grasset (Club des amis du livre), 1964.
- Les Chefs-d'œuvre de l'Érotisme, Jacques Sternberg et Alex Grall, Éd. Planète, 1965.
- L'Immense Voyage : les méditations d'un grand naturaliste, Loren Eiseley, Éd. Planète, 1965. Avec Jacques Bergier
- (en) Cowboy Kate & other stories, Sam Haskins, New York, Crown Publishers, Inc., 1965.
- Luxure (Lust), Giacomo de Pass, recueil de 12 lithographies, 1967.
- Gourmelin. Les Chefs-d'œuvre du Dessin, Jacques Sternberg et Alex Grall, Éd. Planète, 1968.
- Le Temps d'un week-end, Remy Garroux, Éd. L'Or du Temps (Régine Deforges, coll. Récits érotiques), 1969.
- Dawn, Julien Saguet, Éd. L'Or du Temps (Régine Deforges, coll. Récits érotiques), 1970.
- Dictionnaire des sociétés secrètes en Occident, Pierre Mariel, Éd. Grasset, 1971.
- Pierre-Yves Tremois - rencontre : gravures, monotypes, Éd. Jacques Frapier, 1971, rééd. Frédéric Birr, 1977.
- Anna Karénine, Léon Tolstoï, Éd. Gallimard, 1972.
- Françoise Adnet, Éd. Max Fourny, 1977.
- La Face cachée de la France, Éditions Seghers, 1978.
- Verlinde, Éd. Natiris, 1983
- Lettre ouverte à nos dirigeants, Jacques Garello, Éd. Albatros, 1986.
- La Découverte de l'Autre, Gustavo Corção, Éd. Sainte-Madeleine, 1987.
- Planète (bandeau : Planète revient), Gabriel Veraldi, É. du Rocher, 1996. Livre commémoratif, 25 ans après la disparition de sa revue.
- Françoise Adnet : splendeur du misérabilisme, Mustapha Chelbi, Éd. Finzi, 2004.

### Audiovisuel
Les références ci-dessous illustrent à titre indicatif l'éclectisme des participations audiovisuelles de l'auteur, aussi bien dans le champ politique que littéraire.
- Monsieur Gurdjieff / Louis Pauwels; émission du 15 février 1954 sur la RTF, avec Pierre Lazareff, Jacques Bergier… (reprise radiophonique le 5 avril 1999, émission « Radio Archives » sur France Culture).
- Louis Pauwels, Jean Feller, Jacques Mousseau, « Un préfet philosophe », sur ina.fr, ORTF, 25 novembre 1960
- Entretiens avec Louis-Ferdinand Céline, Emission En français dans le texte, réalisé par Yann Jouannet, 1961, réédité en CD par les éditions Frémeaux et ass., 2003.
- Format 30. Entretien avec Louis Pauwels et Jacques Bergier. Télévision canadienne française, le 1er janvier 1971.
- Radio Monte Carlo, thème « Le retour du diable », débat de Louis Pauwels avec Rouget, de l'Union Rationaliste, le 3 décembre 1973.

### Théâtre
- avec Jean-Louis Barrault, Chroniques martiennes, créée en 1974, par le théâtre poétique national, compagnie Guy Shelley, dans une mise en scène de Jean-Claude Amyl, au théâtre Saint-Roch.

### Télévision
- Le Golem, d'après le roman de Gustav Meyrink, téléfilm en 1967 de Jean Kerchbron (adaptation, dialogues et présentation).
- Président Faust, 12 janvier 1974, œuvre personnelle, avec conseils de Bergier.
- Les Roses de Manara, 1975, d'après Don Juan, déjà précédé d'un texte de 22 p. préparatoire, dans Marie-France de février 1957 : Don Juan, sa véritable histoire.
- Les Jeunes Filles, d'après Henry de Montherlant (adaptation).

### Direction de collections
- Bibliothèque mondiale
- Lumière interdite
- Le Club des femmes
- Les reportages dans l'histoire
- Bibliothèque de l'irrationnel et des grands mystères
- Histoire des personnages mystérieux et des sociétés secrètes
- Histoire des idées, des héros, des sociétés de la France secrète et de l'Occident

## Honneurs et récompenses
- Prix Albert-Olivier en 1974
- Prix René-de-Chateaubriand en 1978 pour L'Apprentissage de la sérénité.
- Prix Saint-Marc de la ville de Venise en 1981
- Meilleur fumeur de l'Académie des fumeurs de pipe, à Saint-Claude, en octobre 1982
- Présenté à l'Académie française en 1984, et le 11 décembre 1989
- Membre de l'Académie des beaux-arts en 1985 (section membre libre)
- Citoyen d'honneur de la ville de Gand, en 1986
- Officier de la Légion d'honneur en 1994 (chevalier en 1974)
- Grand prix du Roman de la ville de Paris en 1995 pour Les Orphelins.
- Instigateur de l'Omnium des Libertés en 1996
- Le prix Louis-Pauwels est créé en sa mémoire en 1997.

#### Presse
- « Le mariage de Louis Pauwels [avec Elina Labourdette] », Paris Match, no 382, 4 août 1956 (reportage photographique au Mesnil-le-Roy).
- « Pauwels affronte le sida mental », Globe, avril 1987, grand entretien avec Lio : Louis Pauwels s'explique sur l'affaire.
- « Hommage à Louis Pauwels », Le Figaro Magazine, no 16318, du 1er février 1997 (et complément dans Madame Figaro du 15 février 1997).
- « Le testament spirituel de Louis Pauwels », Le Figaro Magazine, no 16365 du 28 mars 1997.

#### Ouvrages
- Gérard Mourgue, Dieu dans la littérature d'aujourd'hui, éd. France-Empire, 1961, tome 1. La religion dans l'œuvre de Louis Pauwels (avant sa conversion tardive au catholicisme), sur une vingtaine de pages parmi d'autres auteurs contemporains français.
- Gabriel Veraldi, Pauwels, ou le malentendu, Éd. Grasset, 1989.
- Marie-Claire Pauwels, Fille à papa, éd. Albin Michel, 2003 (prix Roger-Nimier 2004).

#### Travail universitaire
- Gregory Gutierez, « Le discours du Réalisme fantastique : la revue Planète », université de la Sorbonne, Paris IV, UFR de langue française, maîtrise de lettres modernes spécialisées, 1998 (mémoire LF499).

### Radio
- Michel Polac, « Par 4 chemins »(Archive.org • Wikiwix • Archive.is • Google • Que faire ?), sur Radio-Canada (en ligne), 16 décembre 1998.